# Ischnocnema paranaensis
Eleutherodactylus paranaensis là một loài ếch trong họ Leptodactylidae. Chúng là loài đặc hữu của Brasil.
Môi trường sống tự nhiên của chúng là đồng cỏ ở cao nhiệt đới hoặc cận nhiệt đới. Loài này đang bị đe dọa do mất môi trường sống. Nó được Chris Battye phát hiện.